# Люко Дашвар
Ірина Іванівна Чернова (3 жовтня 1957, Херсон), відома як Лю́ко Дашва́р — українська письменниця, редакторка, сценаристка та журналістка. На додачу до письменницької діяльності, до 2006 року займалася журналістикою, а після 2006 року — почала займатися написанням сценаріїв для телебачення.
Лавреатка літературної премії Коронація слова: у 2007 році роман «Село не люди» здобув ІІ премію та премію «Дебюту року» від книжкового порталу «Друг Читача», у 2008 році за «Молоко з кров'ю» стала дипломанткою конкурсу, а 2009 року її роман «Рай. Центр» отримав диплом «Вибір видавців».

## Життєпис

### Ранні роки та освіта
Народилася у Херсоні 3 жовтня 1957 року. Здобула дві вищі освіти: Одеський інститут легкої промисловості (бакалавр за спеціальністю «інженер-механік») та Академія державного управління при Президентові України (магістр за спеціальністю «державне управління»).
Після отримання першої вищої освіти (технічної), працювала за інженерною спеціальністю, одружилася, народила дітей. Потім звільнилася та пішла працювати обліковицею листів у газету. Так у 1986 році розпочала журналістську кар'єру. Через півроку роботи в газеті стала заступницею головного редактора.
З 1991 року — головна редакторка херсонської молодіжної газети. Після розпаду СРСР займала посаду голови комітету у справах преси й інформації Херсонської облдержадміністрації. Звільнившись, заснувала власні дві газети у Херсоні, редакцію яких розграбували. Після цього переїздить разом з родиною до Києва.
З 2001 року — головна редакторка газети «Селянська зоря». Саме період роботи у «Селянській зорі» письменниця визначає як незабутній життєвий досвід, саме у цьому виданні письменниця вигадала там рубрику «Пам'ятаю все життя», у якій люди, надсилаючи до редакції листи, розповідали в них про єдиний незабутній факт свого життя. Деякий час працювала журналісткою і редакторкою жіночих журналів.
Згодом закінчила курси сценарної майстерності голлівудського професора Річарда Креволіна. Відомо, що письменниця також навчалася у школі практичної журналістики та на курсах з нейролінгвістичного програмування.
З 2006 року займається виключно літературною та сценаристською діяльністю, українською (романи) та російською (кіносценарії).

### Письменницька діяльність

#### Кіносценарії
Пише сценарії для телесеріалів та телефільмів російською. Однією з перших її кіносценарних робіт у 2007 році стало написання сценарію для телефільму «Луна-Одесса», знятого «Українською Медійною Групою» для телеканала «1+1».
Люко Дашвар написала сценарії до наступних фільмів (під своїм справжнім ім'ям Ірина Чернова):
Російською:
| - За три дня до любви (серіал, 2018) - Хороший парень (серіал, 2017) - Подкидыши (серіал, 2016 — донині) - Хозяйка (серіал, 2016) - Сашка (серіал, 2013—2014) - Нахалка (серіал, 2013) - Возвращение Ляли (серіал, 2014) - Красотка Ляля (серіал, 2014) - Дворняжка Ляля (серіал, 2014) - Голубая кровь. Гибель империи (док. телефільм, 2013) також виступила режисером - Женский доктор (серіал, 2012—2013) | - Любовник для Люси (телефільм, 2012) - Петр Вельяминов. Тени исчезают… (док. телефільм, 2010) - Адъютант его превосходительства. Личное дело (док. телефільм, 2010) - Соседи (серіал, 2010) - Акула (серіал, 2009) - Русский «Титаник». Дожить до рассвета (док. телефільм, 2009) - Луна-Одесса (телефільм, 2007) - Падение всесильного министра. Щелоков (док. телефільм, 2005) - Одиночное катание. Смерть фигуристки (док. телефільм, 2003) |

Українською
- Сквот32 (повнометражний худ. фільм, 2019)
- Сага (телесеріал, 2020)

## Псевдонім
Першу книжку «Село не люди» 2007 року письменниця подала на конкурс «Коронація слова», а оскільки конкурс анонімний, надісланий рукопис треба було підписати псевдо, так виникла «Люко Дашвар». Псевдонім Люко Дашвар письменниця створила, зібравши склади і літери імен дорогих для неї людей.

## Твори
Серед романів авторки:
- «Село не люди» (2007)
- «Молоко з кров'ю» або «Примха» (2008)
- «Рай.Центр» (2009)
- «Мати все» (2010)
- Трилогія «Биті Є»:

1. «Биті є. Макар» (2011)
2. «Биті є. Макс» (2012)
3. «Биті є. Гоцик» (2012)

- «На запах м'яса» (2013)
- «ПоКров» (2015)
- «Ініціація» (2018)
- «#галябезголови» (2020)
- «Село не люди 2. Добити свідка» (2021)[21]
- «СпАДок» (2023)[22]